# Classe Gangut
La classe Gangut était la première série de cuirassés Dreadnought construits pour la Marine impériale de Russie. Ces bateaux ont été autorisés par la Douma (le Parlement russe) en 1908 et ont été commandés en 1909. 
En raison du manque d'expérience les Russes ont invité plusieurs constructeurs étrangers pour leur conception : des Italiens, des Allemands (Blohm & Voss) et des Anglais (John Brown & Company).

## Navires
Quatre navires ont été construits. Deux des bateaux ont été baptisés du nom des batailles victorieuses de Pierre le Grand dans la Grande guerre du Nord. Deux ont été baptisés du nom des batailles de la guerre de Crimée. Leur coût unitaire est de 29 millions de roubles. 

### Gangut
Le Gangut fut construit par le Chantier naval de l'Amirauté de Saint-Pétersbourg. Il fut lancé en octobre 1911 et mis en service en décembre 1914. À l'origine il reçut le nom de la bataille navale de Gangut en 1714. Puis il fut rebaptisé Oktyaborskaya Revolutsia (Révolution d'Octobre) en 1918. Il servit dans la Flotte de la Baltique pendant la Seconde Guerre mondiale. Il fut abandonné en 1959.

### Petropavlovsk
Le Petropavlovsk fut construit au chantier naval de la Baltique à Saint-Pétersbourg. Il fut lancé en novembre 1911 et mis en service en décembre 1914.
À l'origine il reçut le nom de la bataille de Petropavlovsk de la guerre de Crimée. Il fut renommé Marat en l'honneur du révolutionnaire français Jean-Paul Marat en 1921. Il servit en mer Baltique pendant la Seconde Guerre mondiale, basé à Léningrad. Il a été coulé sur son amarrage par un bombardier allemand Junkers Ju 87 le 23 septembre 1941. Renfloué en 1950, il a servi de navire d'entrainement jusqu'en 1953.

### Sébastopol
Le Sebastopol  fut construit par le chantier naval de la Baltique à Saint-Pétersbourg. Prévue en 1909, il fut lancé en octobre 1911 et mis en service en novembre 1914. 

Son nom d'origine est en l'honneur de la ville de Sébastopol en Crimée. Il a été renommé Parizhskaya Kommuna, en référence à la Commune de Paris de 1871. Il a été transféré à la Flotte de la mer Noire en 1929 et a participé aux combats durant  la Seconde Guerre mondiale en reprenant son nom initial de Sebastopol en 1943. Il a été démantelé en 1957.

### Poltava
Le Poltava a été construit par le chantier naval de l'Amirauté de Saint-Pétersbourg.  Il fut lancé en juillet 1911 et mis en service en décembre 1914.
Il a été nommé en souvenir de la bataille de Poltava (1709). Le navire a survécu à la Première Guerre mondiale, mais en raison de son mauvais état, il n'a jamais été réparé.
En 1925, il a été rebaptisé Mikhaïl Frounze en mémoire du leader révolutionnaire bolchévique Mikhaïl Frounze et devient un centre de formation sur ponton. Il a été coulé par l'artillerie allemande pendant le siège de Léningrad en 1941. L'épave a été renflouée et démolie en 1950.